# 處分效果
，又稱錯置效果，為行為財務學中發現的一種投資偏誤，投資人傾向於出售增值的資產，同時持有價值下跌的資產。 
Hersh Shefrin 及 Meir Statman 在他們 1985 年的論文中發現並命名了這種效果，該論文發現人們對損失的厭惡遠勝於他們對收益的喜愛。處分效果被描述為個人投資者最為明顯的現象之一，因為投資者將持有價值下跌的股票，同時賣出增值的股票。
1979 年，丹尼爾·卡尼曼及阿摩司·特沃斯基將處分效果的原因追溯到「展望理論」。 該理論指出，當一個人面臨兩個對稱的選擇時，一個可能有收益，另一個可能有損失，即使兩者會產生相同的經濟結果，人們也更傾向選擇前者。

## 外部連結
- 處分效果相關已發表論文列表 （页面存档备份，存于）